# Schloss Béthune

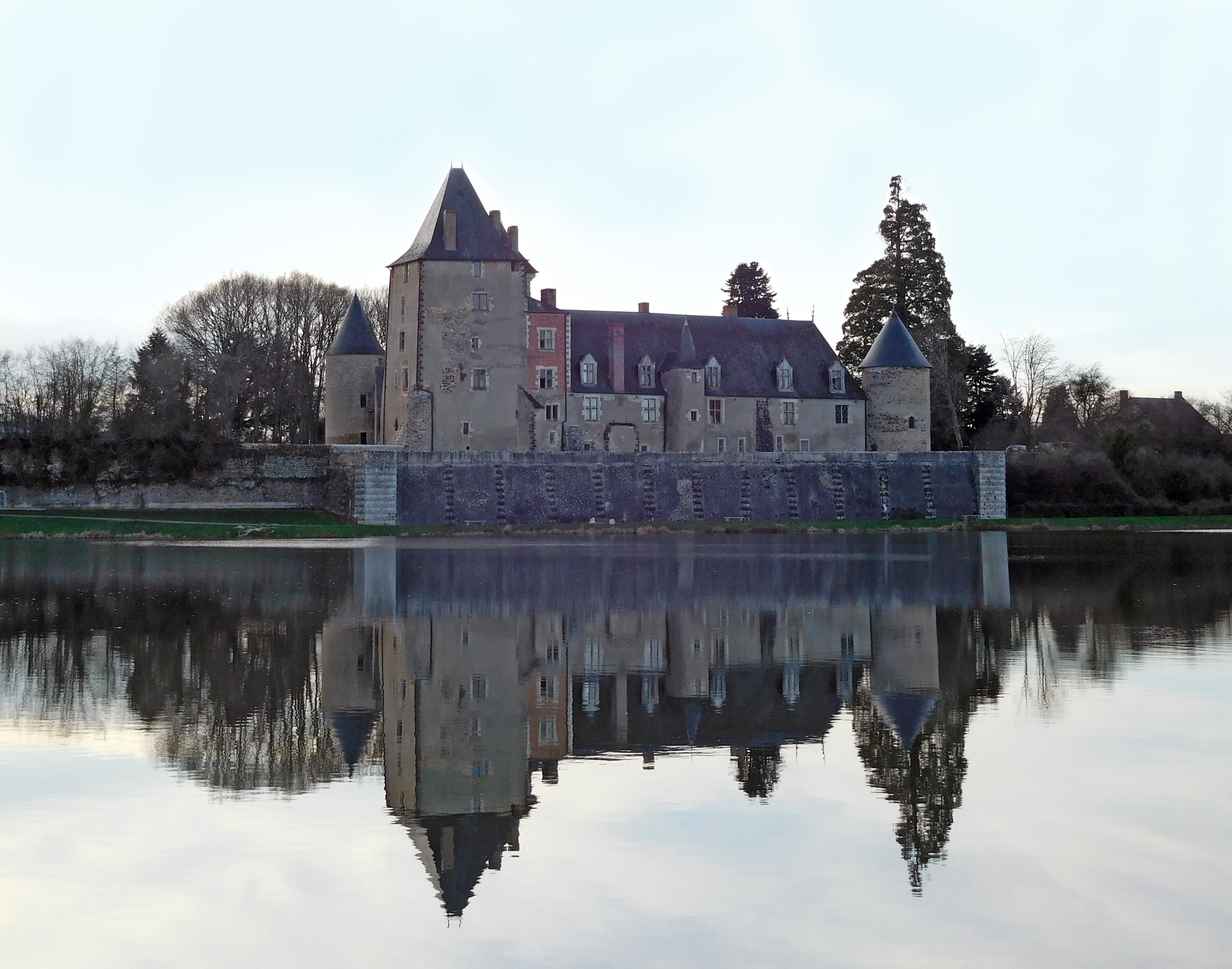
Ostseite des Schlosses Béthune

Das Schloss Béthune (französisch Château de Béthune), auch Schloss La Chapelle-d’Angillon genannt, ist eine Schlossanlage in der französischen Gemeinde La Chapelle-d’Angillon im Berry an der Route historique Jacques Cœur etwa 28 Kilometer nördlich von Bourges. Das Schloss steht am südlichen Rand der Ortschaft und am linken Ufer der Petite Sauldre, die den großen Schlossteich speist.
Im Hochmittelalter durch die Familie Sully erbaut, gelangte die damalige Burg im frühen 15. Jahrhundert durch Heirat an die Grafen von Nevers, unter denen sie im 15. und 16. Jahrhundert zu einem Schloss aus- und umgebaut wurde. 1607 erwarb Maximilien de Béthune, duc de Sully den Besitz und fügte ihm einen Schlosspark samt künstlichem See hinzu. Damit erhielt die Anlage nicht nur im Wesentlichen ihre heutige Form, sondern auch ihren heutigen Namen.
Die Anlage zählt zum erweiterten Kreis der Schlösser der Loire und ihr Donjon zu den ältesten des Départements Cher. Nachdem erste Teile des Schlosses schon 1926 als Monument historique unter Denkmalschutz gestellt worden waren, erfolgte im Juni 1963 die Aufnahme aller Schlossgebäude als eingeschriebenes Monument historique in die nationale Denkmalliste Frankreichs, ehe ihre Fassaden und Dächer im Mai 1984 sogar klassifiziert (Monument historique classé) wurden.

## Geschichte

### Anfänge
Die Anfänge von La Chapelle-d’Angillon und seines Schlosses gehen auf einen griechischen Eremiten namens Jacques de Saxeau zurück, der sich im 9. Jahrhundert an der Petite Sauldre niederließ und dort eine Kapelle (französisch chapelle) errichtete. Um diese Kapelle bildete sich eine Siedlung, die im 11. Jahrhundert auf dem Landbesitz von Gilon de Seuly (auch Sully) lag. Einer von Gilons Vorfahren gehörte zu Wikingern, die im 10. Jahrhundert über die Loire, die Sauldre und die Petite Sauldre gekommen waren, und er hatte das Gebiet um La Chapelle-d’Angillon, Sully-sur-Loire und Les Aix-d’Angillon 950 für sich in Besitz genommen. Gilon war Namensvetter für den 1160 als castrum erwähnten Ort, denn aus Capella Domini Gillonis (deutsch Kapelle des Herrn Gillon) entwickelte sich zunächst „Capel Dam Gilon“ und schließlich der Name Chapelle d’Angillon. Vermutlich war Gilon am Ende des 11. Jahrhunderts Bauherr eines Donjons in der Nachbarschaft der Kapelle, aus dem das spätere Schloss hervorging. Vielleicht wurde der wuchtige Wehr- und Wohnturm aber auch erst am Anfang des 12. Jahrhunderts durch Gilons Schwiegersohn und Nachfolger Guillaume de Sully, einen Sohn des Grafen Stephan II. von Blois, errichtet.

### Renaissance und Frühe Neuzeit
Die Familie Sully blieb bis in das frühe 15. Jahrhundert im Besitz der Burg von La Chapelle-d’Angillon. Dann heiratete Louis de Sullys Tochter Marie, Witwe des Guy VI. de La Trémoilles, am 27. Februar 1401 in dritter Ehe den Connétable von Frankreich, Charles I. d’Albret, Graf von Nevers, und brachte die befestigte Anlage an die Familie ihres Mannes. Sie diente Maries gleichnamiger Enkelin, die mit Karl I. von Nevers verheiratet war, ab 1464 als Witwensitz. Sie ließ vermutlich um 1470 diverse Veränderungen an der mittelalterlichen Anlage vornehmen. Dazu zählte die Modernisierung des alten Donjons, dessen Rundbogenfenster durch die heute noch erhaltenen Kreuzstockfenster ersetzt wurden und dem ein Treppenturm an der Hofseite hinzugefügt wurde. Zudem ließ Marie an der Nordseite des Turms ein langgestrecktes Logis samt Kapelle im Stil der Renaissance anbauen.
Durch die Heirat von Maries Nichte Elisabeth mit Johann I. von Kleve-Mark kam die Anlage in den Besitz des Hauses Kleve, und dieses nutzte sie ebenfalls als Witwensitz für weibliche Angehörige der Familie. Die Frau von Elisabeths Enkel Charles de Clèves, Marie d’Albret, wohnte dort nach dem Tod ihres Mannes im Jahr 1521 und zog ihren Sohn François I. dort groß. Auf sie geht der Bau einer offenen Galerie an der Hofseite des Westflügels zwischen 1528 und 1545 zurück, mit der die Transformation der Anlage zu einem Schloss vollendet wurde.
Mit Henriette de Clèves, die ab 1566 mit Luigi Gonzaga verheiratet war, kam die Anlage an diese italienische Adelsfamilie. Sie veräußerte den Besitz im August 1605 für 56.000 Livres an den ersten Minister Heinrichs IV., Maximilien de Béthune. Dieser ließ die Petite Sauldre neben dem Schloss zu einem künstlichen See aufstauen und dem Ostflügel des Schlosses eine große dem See zugewandte Terrasse anfügen. Außerdem ließ er einen 230 Arpents großen Schlosspark anlegen und mit einer Mauer umfrieden. Maximilien de Béthunes Sohn François empfing am 6. Mai 1651 auf dem Schloss den französischen König Ludwig XIV., der auf einer Reise nach Bourges dort Station machte.

### Ab 18. Jahrhundert
Béthunes Nachfahren blieben bis zur Französischen Revolution Schlossherren. 1808 erwarb François Dumont de La Charnage das Schloss. Später gelangte es an die Familie Chevalier d’Almont, die 1875 eine erste Instandsetzung durchführen ließ. Im Zweiten Weltkrieg trafen Bomben deutscher Truppen die Anlage am 18. Juni 1940 schwer. Ihre Dächer waren stark beschädigt, das Mauerwerk hatte Risse. Auch war einiges der Innenausstattung in Mitleidenschaft gezogen wurde. Die Schäden wurden zwar notdürftig repariert, dabei wurde mit der historischen Substanz jedoch nicht fachgerecht umgegangen. Zudem wurde das Schloss nach dem Krieg nicht mehr genutzt und war verlassen. Es begann, allmählich zu verfallen.
1961 erwarb der Diplomat Henri Coursier die heruntergekommenen Gebäude und restaurierte sie. Seine Tochter Claude (1943 – 1993), eine verheiratete Gräfin von Ogny, öffnete die Anlage für Besucher. Ihrer Familie gehört das Schloss noch heute. Sie bewohnt es und unterhält in einem Nebengebäude ein kleines Museum, das an Alain-Fournier und sein Werk erinnert. Der französische Schriftsteller wurde 1886 in La Chapelle-d’Angillon geboren und verarbeitete die Erinnerungen an seine Kindheit in dem Roman Der große Meaulnes. Zudem können Besucher das ganze Jahr hindurch auch einige Innenräume des Schlosses besichtigen, in denen unter anderem imposante Renaissance-Kamine und ein Werk des italienischen Bildhauers Luca della Robbia zu sehen sind. Eine Dauerausstellung, deren Exponate sich mit dem 19. Jahrhundert in Albanien beschäftigen, ist ebenfalls für den Besucherverkehr geöffnet. Zu sehen sind unter anderem kostbare, goldbestickte albanische Gewänder und alte Waffen. Die Sammlung gründet sich auf das freundschaftliche Verhältnis der heutigen Schlossherren mit der Familie des ehemaligen albanischen Königshauses. Zusätzlich findet alljährlich im Sommer auf dem gesamten Schlossgelände ein großes Mittelalterfest statt, und einige der Schlossräume können für private Veranstaltungen wie Hochzeiten und Empfänge gemietet werden.

## Beschreibung
Die Anlage besitzt einen trapezförmigen Grundriss und umschließt mit ihren drei Gebäudeflügeln einen Innenhof, der an seiner Südseite von einer niedrigen, puttenbesetzten Mauer abgeschlossen ist. Früher standen aber auch dort Gebäude, die sich von innen an eine Wehrmauer anlehnten. Im Norden, Westen und Süden sind den Trakten Trockengräben vorgelagert. Die Gebäude der Anlage besitzen Mauerwerk aus Bruch- oder Backstein und schiefergedeckte Dächer. Drei der vier Ecken des Schlosses sind von Rundtürmen mit Kegeldächern markiert, deren Wurzeln im 13. Jahrhundert liegen. Gleiches gilt für die Außenmauern aller Gebäudetrakte, denn sie waren früher die Ringmauer der mittelalterlichen Burg.

### Donjon

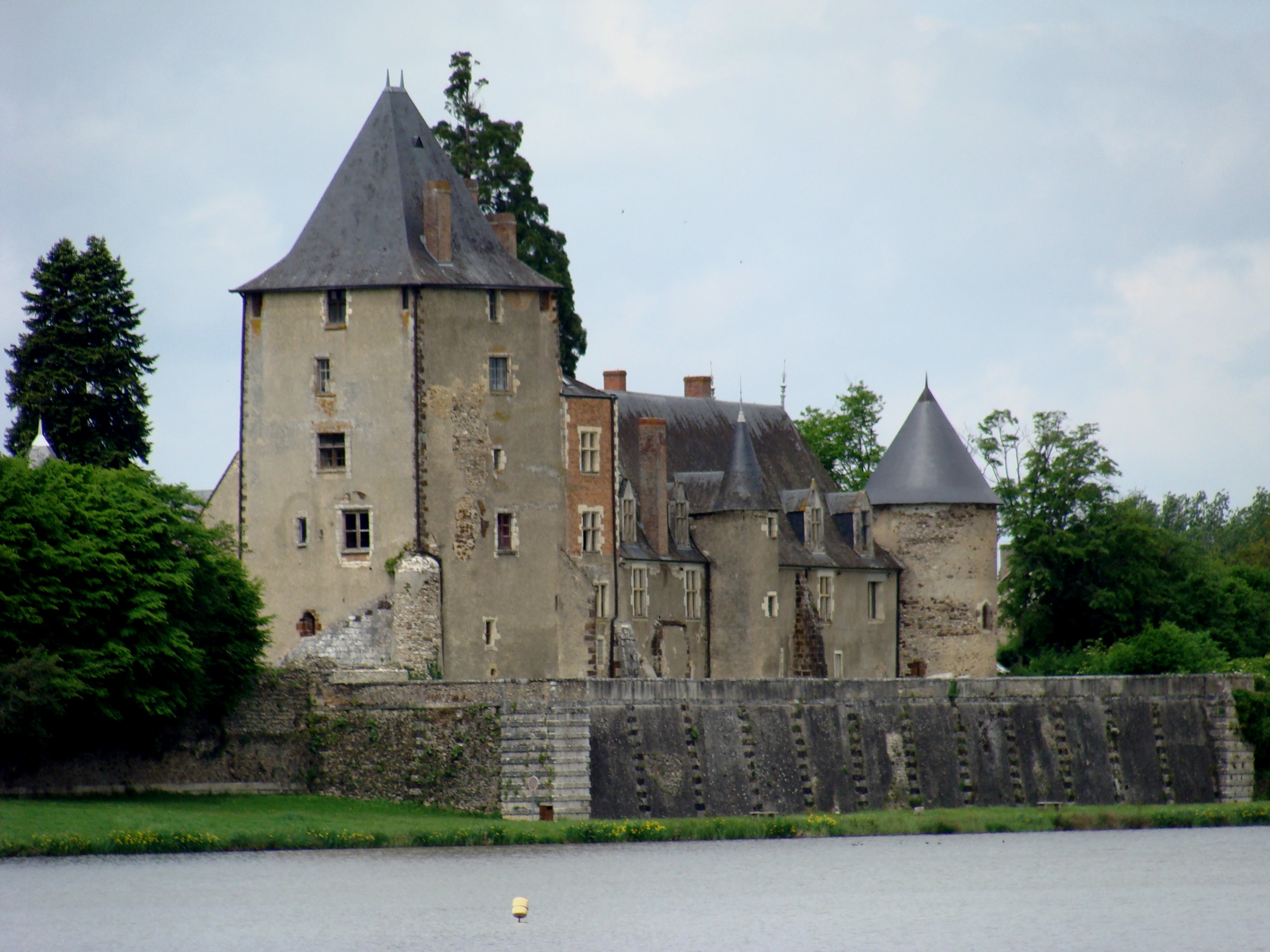
Donjon und sich anschließendes Logis

Ältester Teil des Schlosses ist der quadratische Donjon an der Südost-Ecke der Anlage. Seinen Namen „Béthune-Turm“ trägt er eigentlich zu Unrecht, denn er wurde nicht erst im 17. Jahrhundert von Maximilien de Béthune, sondern bereits im 11. oder frühen 12. Jahrhundert erbaut. Der mit Eckquaderungen versehene Bau ist von einem hohen, abgeknickten Walmdach abgeschlossen und besitzt an seiner zum Schlosshof zeigenden Nordwest-Ecke einen Treppenturm. Dieser wurde ihm erst im Zuge von Modernisierungsarbeiten im 15. Jahrhundert angefügt. Bei diesen Veränderungen gingen am Donjon viele der mittelalterlichen Architekturelemente verloren. An der Basis mit einer Seitenlänge von 10,70 Metern sind die Mauern des Turms 2,40 Meter dick. Sie bieten ausreichend Platz für Treppen in der Mauerstärke, welche die einzelnen Geschosse miteinander verbinden. Nach oben hin verringert sich die Mauerstärke der fünf Geschosse, von denen das oberste jünger als die übrigen ist. Jedes von ihnen wird durch einen einzigen Raum eingenommen, dessen Seitenlänge ungefähr sechs Meter beträgt.

### Logis und Kapelle
Dem Donjon schließen sich nach Norden der zu Wohnzwecken bestimmte, etwa 40 Meter lange Nordflügel und eine Schlosskapelle an. Im Erdgeschoss des Logis befinden sich der große sogenannte Gardensaal (französisch salle des gardes) und die ehemalige Schlossküche, die beide eine Gewölbedecke besitzen. Die eigentlichen Wohnräume befanden sich im Obergeschoss, das über zwei Wendeltreppen erreichbar ist. Die Treppen befinden sich in einem viereckigen Treppenturm an der Hofseite des Flügels und einem runden Turm, welcher der östlichen Außenfassade des Trakts vorgesetzt ist. Dort befindet sich auch die große, 80 Meter lange Terrasse aus dem 17. Jahrhundert, von der man einen guten Blick über den großen Schlossteich hat. Die Schlosskapelle wurde seit dem Kauf des Schlosses durch Maximilien de Béthune nur noch als Kornspeicher genutzt, ist aber mittlerweile wieder ihrer ursprünglichen Bestimmung zugeführt. Jeden Sonntag findet dort vormittags eine öffentliche Messe statt. Die wertvolle, hölzerne Kassettendecke der Kapelle mit dem Monogramm Marie d’Albrets gehört nicht zur ursprünglichen Ausstattung aus der Renaissancezeit, sondern war früher im Logis angebracht.

### Torhaus und Wirtschaftsgebäude

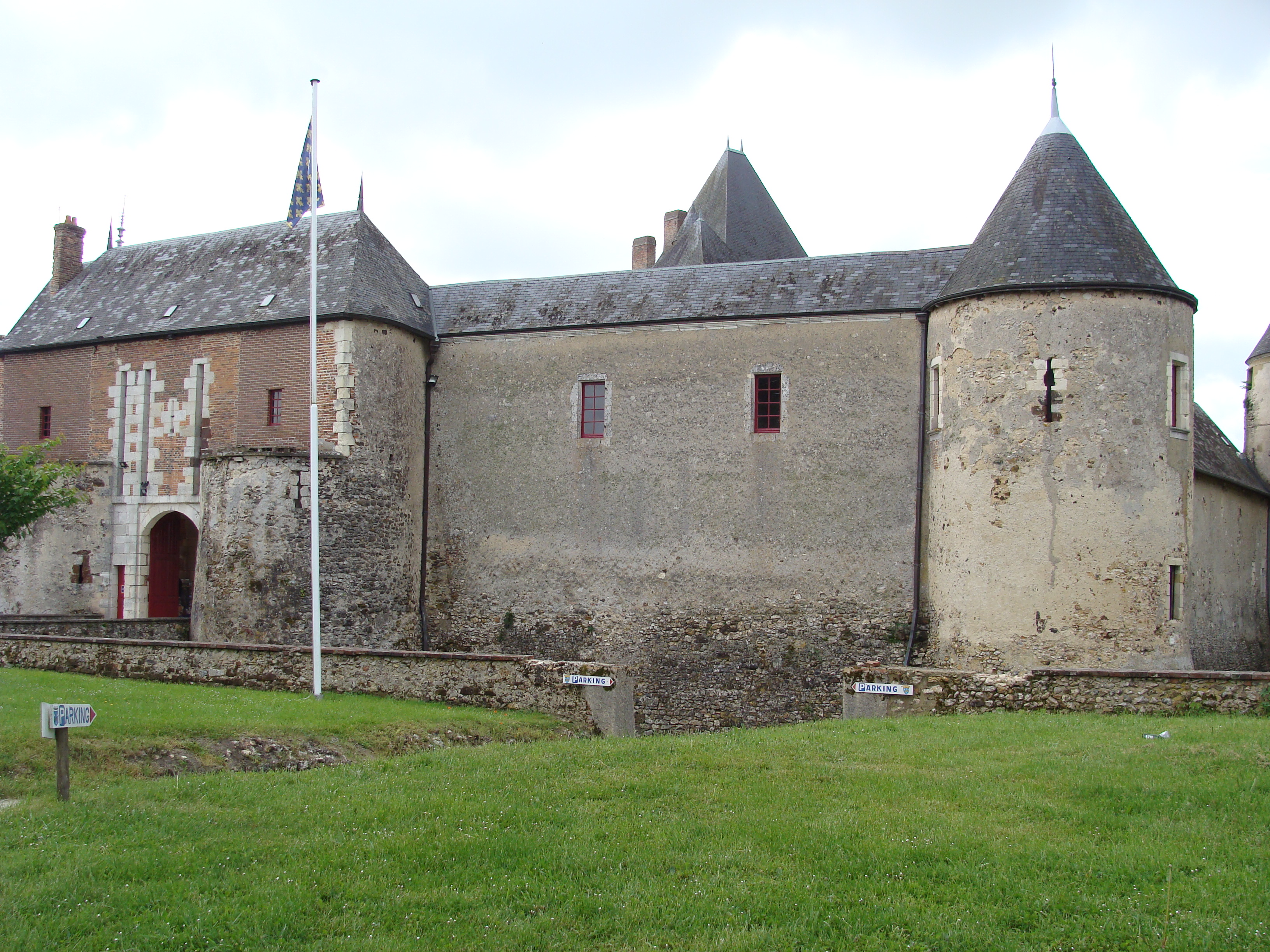
Torhaus an der Nordseite

Zugang zu den Schlossgebäuden gewährt ein massives Torhaus mit zwei wuchtigen Rundtürmen in der Mitte der Nordseite, das wie das Logis und die Kapelle in der zweiten Hälfte des 15. Jahrhunderts errichtet wurde. Zu seinem Segmentbogentor führt eine steinerne Brücke über den Trockengraben, die eine früher vorhandene Zugbrücke ersetzt. Die Aussparungen für deren Wippbäume im Mauerwerk des Baus sind noch erhalten. Links neben dem hohen, zweiflügeligen Tor befindet sich eine wesentlich schmalere Schlupfpforte. Die beiden Rundtürme des Gebäudes wurden in der Vergangenheit auf Höhe der Ringmauer gekappt, um dem Bau ein durchgehendes Obergeschoss aufzusetzen. Dieses kann über einen schmalen, hofseitigen Treppenturm mit Kielbogeneingang erreicht werden.
Die Westseite des Schlosshofs wird von ehemaligen Wirtschaftsgebäuden begrenzt, deren auffälligstes Bauteil eine lange Renaissance-Galerie nach italienischem Vorbild ist. Sie wurde in der ersten Hälfte des 16. Jahrhunderts für das Spiel Jeu de Paume erbaut. Ihre siebenbogige Arkade ist jedoch mehrheitlich rekonstruiert, lediglich die beiden nördlichsten Bögen samt ihrer stützenden Säulen sind original. Die Form der Säulen, die sich aus zwei aufeinandergestellten, bauchigen Elementen zusammensetzen und aufwändig skulptierte Kapitelle besitzen, ist einzigartig in Frankreich.